# Mariakerk (Minden)
De Mariakerk (Duits: Marienkirche) is een kerkgebouw in het Westfaalse Minden en gaat terug op het tegen het einde van de 10e eeuw gestichte Mariastift (Marienstift). Omstreeks 1022 werd met de bouw van de kerk begonnen en daarna stapsgewijs vergroot. Sinds de reformatie is de Mariakerk een protestants kerkgebouw.

## Bouwgeschiedenis

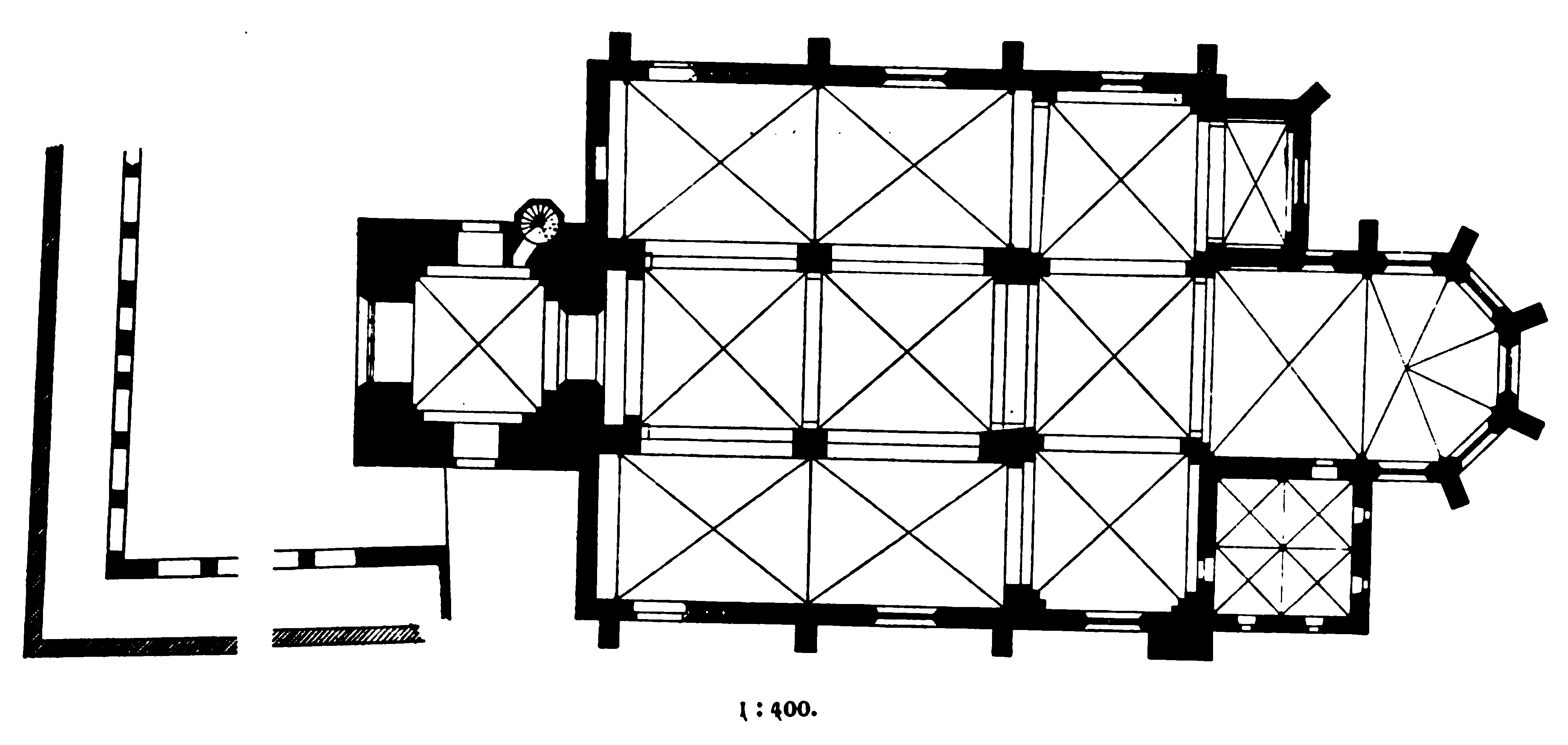
Plattegrond van de Mariakerk

Ten tijde van bisschop Siegbert werd in 1022 begonnen met de bouw van de kerk, die in eerste instantie geen toren kreeg. Tussen 1036 en 1056 werd deze nieuwbouw door bisschop Bruno ingewijd. Het ontstaan van de drie vleugels tellende kruisgang is onbekend. In de 12e eeuw kreeg de kerk een romaans gewelf. Vanaf 1255 begon men met de bouw van de toren.
In de 14e eeuw werd een sacristie aangebouwd. De Stefanuskapel in het noorden van de toren werd afgebroken en de voormalige eenschepige kerk werd verbouwd tot een drieschepige hallenkerk met gotische zijschepen. Voor het koor van de stiftsdames werd een gotische torenkapel ingericht.
Na de secularisatie in 1811 werden de kloostergebouwen onteigend en dienden ze militaire doeleinden, terwijl de Mariakerk haar sacrale bestemming als parochiekerk behield. In het jaar 1922 kocht de parochie de kloostergebouwen terug.
De inrichting van de kerk raakte in het jaar 1945 zwaar beschadigd.
Tot 1975 waren de kloostergebouwen voornamelijk ingericht als woningen voor kerkelijk personeel. Op de plaats van de oude kloostergebouwen werd in de jaren 1970, deels met integratie van oude bebouwing, een nieuw kerkelijk centrum gebouwd. De resten van de middeleeuwse kruisgang bleven bewaard.

## Inrichting
Het oudste deel van de kerk is het middenschip met de romaanse bogen. Het renaissance doopvont uit 1598 dateert waarschijnlijk van de beeldhouwer Kleffemeier uit Obernkirchen en de kunstschilder Mattemann uit Minden. Uit dezelfde periode stamt het belangrijke epitaaf van de overste Georg von Holle aan de zuidelijke koormuur. In 1887 kreeg de kerk een neogotisch verguld altaar, dat werd vervaardigd door de firma Gustav Kuntzsch uit Wernigerode. Na beschadiging door luchtdruk in de Tweede Wereldoorlog werd het altaar aan de Christuskerk in Minden-Todtenhausen overgedragen.

## Orgel
Het orgel van de Mariakerk werd in 2002 door de firma Freiburger Orgelbau gebouwd. Het kent 41 registers, 3 manualen, hoofdwerk en twee zwelwerken.